# Mirosława Stachowiak-Różecka
Mirosława Agnieszka Stachowiak-Różecka (ur. 8 lipca 1973 w Świebodzinie) – polska polityk i działaczka samorządowa związana z Wrocławiem, posłanka na Sejm VIII, IX i X kadencji.

## Życiorys
W 1992 ukończyła I Liceum Ogólnokształcące im. Henryka Sienkiewicza w Świebodzinie. Studiowała resocjalizację na Uniwersytecie Wrocławskim. Tytuł zawodowy magistra z pedagogiki specjalnej uzyskała w 2017 na Wydziale Nauk Pedagogicznych Dolnośląskiej Szkoły Wyższej we Wrocławiu. Zawodowo była związana z branżą filmową jako producentka i kierownik produkcji filmów historycznych i dokumentalnych. Pracowała m.in. w Wytwórni Filmów Fabularnych we Wrocławiu (w latach 2005–2007). Później podjęła pracę jako broker ubezpieczeniowy.
W 2002 zaangażowała się w działalność polityczną w ramach Prawa i Sprawiedliwości. W wyborach samorządowych w 2006 po raz pierwszy uzyskała mandat radnej Wrocławia. Z powodzeniem ubiegała się o reelekcję w 2010 i w 2014. Pełniła funkcję wiceprzewodniczącej Rady Miejskiej Wrocławia i przewodniczącej klubu radnych PiS. W 2011 bezskutecznie ubiegała się o mandat poselski. W 2014 kandydowała na prezydenta miasta, przegrywając w drugiej turze głosowania z Rafałem Dutkiewiczem (otrzymała 45,28% głosów).
W wyborach parlamentarnych w 2015 ponownie wystartowała do Sejmu z pierwszego miejsca listy Prawa i Sprawiedliwości w okręgu wrocławskim. Została wybrana na posłankę VIII kadencji, otrzymując 41 296 głosów.
W kwietniu 2018 została przedstawiona przez Jarosława Kaczyńskiego jako kandydatka na prezydenta Wrocławia w wyborach samorządowych w tym samym roku. W głosowaniu z października zajęła drugie miejsce z wynikiem 27,5%. Bez powodzenia kandydowała także w wyborach do Parlamentu Europejskiego w 2019.
W wyborach krajowych w tym samym roku z powodzeniem ubiegała się o poselską reelekcję. Otrzymała 91 236 głosów, co stanowiło najlepszy rezultat w okręgu (pokonała m.in. Grzegorza Schetynę, ówczesnego przewodniczącego PO). W wyborach w 2023 po raz trzeci z rzędu uzyskała mandat poselski, zdobywając 97 193 głosy (ponownie najwyższy indywidualny wynik w okręgu).

## Wyniki wyborcze
| Wybory | Komitet wyborczy                 | Komitet wyborczy       | Organ                  | Okręg         | Wynik        |
| ------ | -------------------------------- | ---------------------- | ---------------------- | ------------- | ------------ |
| 2006   |                                  | Prawo i Sprawiedliwość | Rada Miejska Wrocławia | nr 4          | 1649 (6,38%) |
| 2010   | 1692 (6,31%)                     | Prawo i Sprawiedliwość | Rada Miejska Wrocławia | nr 4          |              |
| 2011   | Sejm VII kadencji                | Prawo i Sprawiedliwość | nr 3                   | 2952 (0,59%)  |              |
| 2014   | Rada Miejska Wrocławia           | Prawo i Sprawiedliwość | nr 4                   | 3425 (15,19%) |              |
| 2014   | Prezydent Wrocławia              | Prezydent Wrocławia    | 45 298 (25,8%)         |               |              |
| 2014   | Prezydent Wrocławia              | Prezydent Wrocławia    | 74 083 (45,28%)        |               |              |
| 2015   | Sejm VIII kadencji               | nr 3                   | 41 296 (7,89%)         |               |              |
| 2018   | Prezydent Wrocławia              | Prezydent Wrocławia    | 71 049 (27,5%)         |               |              |
| 2019   | Parlament Europejski IX kadencji | nr 12                  | 34 915 (2,69%)         |               |              |
| 2019   | Sejm IX kadencji                 | nr 3                   | 91 236 (13,94%)        |               |              |
| 2023   | Sejm X kadencji                  | nr 3                   | 97 193 (12,52%)        |               |              |